# Thierry Carrel

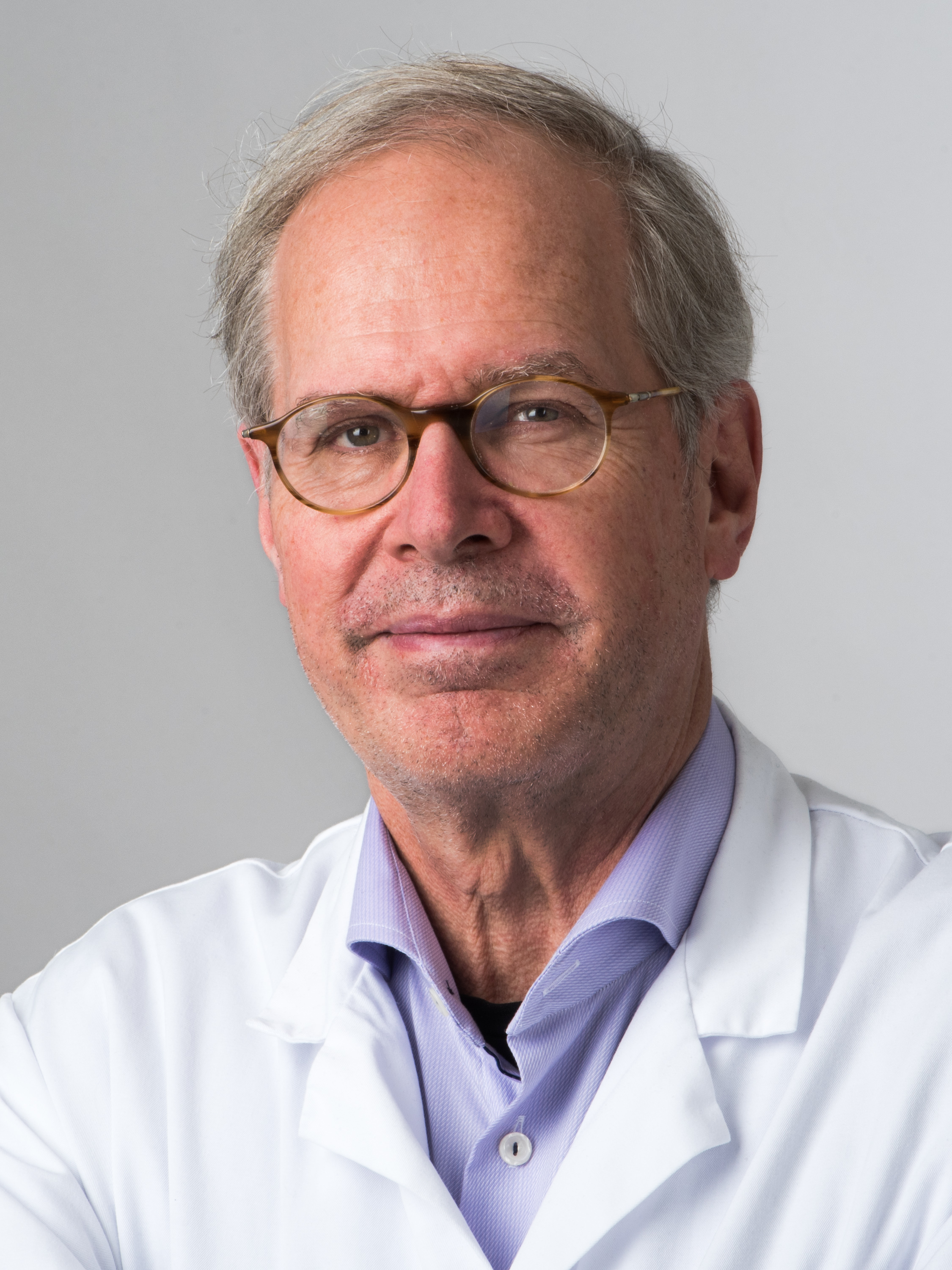
Thierry Carrel (2020)

Thierry Albert Pierre Carrel-Dahinden (* 23. Mai 1960 in Freiburg i. Üe.) ist ein Schweizer Herzchirurg und Universitätsprofessor. Er leitete zwischen 1999 und 2020 die Klinik für Herz und Gefässchirurgie des Inselspitals in Bern und wechselte 2021 bis 2022 ans Universitätsspital Zürich. Carrel-Dahinden ist Verwaltungsrat der Schweizerischen Mobiliar Genossenschaft, des Kantonsspitals Fribourg und der Klinik Le Noirmont und amtet seit November 2022 als Gemeinderat in Vitznau.
2024 gründete er die "Carrel Consulting GmbH".

## Leben
Thierry Carrel studierte nach der Matura am Jesuiten-Kollegium St. Michael seiner Heimatstadt Humanmedizin an den Universitäten Freiburg und Bern. Er absolvierte 1984 das Staatsexamen und wurde 1985 promoviert. Es folgte eine Ausbildung zum Facharzt FMH für Allgemeine Chirurgie in Basel und Bern und eine herz- und gefässchirurgische Ausbildung in Zürich unter der Leitung von Marko Turina mit spezieller Berücksichtigung der Chirurgie bei Neugeborenen und Kleinkindern. 1993 habilitierte sich Carrel für den Fachbereich Herz- und Gefässchirurgie an der Universität Zürich und erhielt 1994 den FMH-Facharzttitel für Herz- und thorakale Gefässchirurgie. Es folgten Auslandsaufenthalte in Hannover, Paris, Helsinki und Baltimore.

## Akademische Karriere
1999 wurde Thierry Carrel zum ordentlichen Professor an der Universität Bern und zum Direktor der Klinik für Herz- und Gefässchirurgie am Inselspital in Bern berufen. Von 2006 bis 2008 war Carrel im Teilzeitmandat Chefarzt ad interim der Klinik für Herzchirurgie am Universitätsspital Basel.
Seit Beginn seiner herzchirurgischen Tätigkeit führte Carrel über 12'000 Eingriffe (als Operateur, Lehrer oder Assistent) durch. Unter seiner Leitung wurde die klinische und die experimentelle Forschung der Berner Herzklinik regelmässig vom Schweizerischen Nationalfonds, von der Schweizerischen Herzstiftung, von der Novartis Stiftung, von der Deutschen Forschungsgemeinschaft und von der Industrie finanziell unterstützt.

## Humanitäre Aktivitäten
Seit 2020 operiert Thierry Carrel regelmässig Kinder in Usbekistan und hilft mit seiner Stiftung Corelina auch bedürftigen Kindern und Familien in der Schweiz.
Von 2000 bis 2015 half Thierry Carrel, ein Zentrum zur Behandlung von Herzkrankheiten in der Stadt Perm, im Uralgebirge, auf- und auszubauen. Während dieser Zeit besuchte er mit seinem Team ein- bis zweimal jährlich seine russischen Kollegen und empfing sie auch regelmässig zur Weiterbildung in Bern. Im Jahr 2014 gründete Carrel als Stifter «Corelina, die Stiftung für das Kinderherz», deren Präsident er seither ist. Die Stiftung unterstützt die Behandlung von Kindern aus Afrika, dem Nahen Osten und aus Südostasien mit angeborenen Herzfehlern. Die Stiftung arbeitete mit der Stiftung Terre des Hommes in einem Projekt in Marokko zusammen und unterstützt auch Schweizer Familien, die durch die Krankheit eines Kindes in Not sind. Seit 2020 kooperiert die Stiftung mit der EurAsia Heart Foundation in einem Projekt in Usbekistan zusammen.
Carrel gründete im Jahr 2014 den gemeinnützigen Förderverein für Kinder mit seltenen Krankheiten mit Manuela Stier zusammen und war zwischen 2014 und 2020 der erste Präsident. Der Förderverein bietet betroffenen Familien finanzielle Unterstützung, verbindet betroffene Familien miteinander und sensibilisiert die Öffentlichkeit zum Thema seltene Krankheiten.

## Persönliches
Carrel ist mit der Fernsehmoderatorin Sabine Dahinden verheiratet. Aus erster Ehe hat Carrel eine Tochter.
Carrel ist in der Schweiz durch einen 2005 erschienenen Dokumentarfilm bekannt, der ihn und seine Arbeit porträtiert. Im September 2008 behandelte er den erkrankten Bundesrat Hans-Rudolf Merz, dem er mehrere Bypässe setzte.
Im Jahr 2015 wurde beim Weber/Werd Verlag das Buch «Von Herzen: der Herzchirurg, die Operation, die Patienten» herausgegeben, verfasst vom Berner Autor und Journalist Walter Däpp. Das Buch erschien bisher in vier Auflagen und wurde 2017 ins Französische («De tout coeur») übersetzt.
In der Freizeit fährt Thierry Carrel besonders gern Rennrad und ist Aktiv-Mitglied als Bassposaunist beim Blasorchester La Concordia in Freiburg. Er tritt auch regelmässig mit dem Orpheum-Orchester in der Tonhalle in Zürich und mit dem World Doctors Orchestra weltweit auf.

## Ehrungen
- 2013: Leonardo da Vinci Preis der europäischen Gesellschaft für Herz- und Thoraxchirurgie (EACTS) als bester Ausbildner Europas
- 2015: Ehrendoktorwürde der Mathematisch-Naturwissenschaftlichen Fakultät der Universität Freiburg (Schweiz)[6]
- 2018: Wahl in den Vorstand der American Association for Thoracic Surgery